# Antoine Hotman
Pour les articles homonymes, voir Hotman.
Œuvres principales
Traité de la Dissolution du Mariage par l'impuissance et froideur de l'homme ou de sa femme
Antoine Hotman, né vers 1525 et décédé vers 1596, était un écrivain français.

## Biographie
Son père était un catholique intransigeant et conseiller au Parlement de Paris. Lui-même était politiquement engagé dans la Ligue catholique durant les guerres de religion. Il était le frère du célèbre juriste protestant et théoricien politique, François Hotman. Il est l'auteur d'un traité sur la dissolution du mariage.

## Publications
- Traité de la Dissolution du Mariage par l'impuissance et froideur de l'homme ou de sa femme, 1581, Paris, par Mamert Patisson, imprimeur du Roy, chez Robert Estienne, 1595. Deuxième édition revue et augmentée, Paris : Nicolas Rousset, 1610.